# AbiWord

AbiWord kiểm tra lỗi ngữ pháp.

AbiWord (/ˈæbiwɜːrd/) là phần mềm soạn thảo văn bản tự do nguồn mở có những tính năng cơ bản của Microsoft Word. Ban đầu nó được viết bằng C++ và từ phiên bản 3 nó dựa trên GTK+ 3. Tên gọi "AbiWord" được bắt nguồn từ gốc từ "abierto" trong tiếng Tây Ban Nha, có nghĩa là "mở".
AbiWord ban đầu được SourceGear Corporation hởi xướng là phần đầu tiên của AbiSuite được đề xuất nhưng được các nhà phát triển nguồn mở chấp nhận sau khi SourceGear thay đổi trọng tâm kinh doanh và ngừng phát triển. Nó bây giờ có thể chạy trên Linux, ReactOS, Solaris, AmigaOS 4.0 (thông qua engine Cygnix X11 của nó), MeeGo (trên smartphone Nokia N9), Maemo (trên Nokia N810) QNX và nhiều hệ điều hành khác. Việc phát triển phiên bản cho Microsoft Windows đã kết thúc do thiếu người bảo trì (phiên bản mới nhất được phát hành là 2.8.6 và 2.9.4 beta ).
Port cho macOS vẫn duy trì trên phiên bản 2.4 kể từ năm 2005, mặc dù phiên bản hiện tại không chạy trên macOS thông qua XQuartz.
AbiWord is part of the AbiSource project which develops a number of office-related technologies.
Phần mềm cũng có sẵn trên các thiết bị Android như một phần của Debian noroot từ Google Play Store.
AbiWord hoạt động tốt với các định dạng file văn bản quen thuộc như .doc và .docx của Microsoft Word, .odt của OpenOffice.org Writer, hay .RTF, thậm chí các file HTML. Người dùng có thể mở rộng tính năng của AbiWord thông qua các plug-in
Phiên bản 2.8.0 của AbiWord hỗ trợ soạn thảo hợp tác (collaboration), hiển thị nhiều trang văn bản cùng lúc, chèn hình SVG... Trong bản 2.8.5 có tăng cường sự tương thích với các file ODT của OpenOffice Writer, và file của Microsoft Word.

## Tính năng
AbiWord hỗ trợ cả các tính năng xử lý văn bản cơ bản như danh sách, thụt lề và định dạng ký tự và các tính năng phức tạp hơn bao gồm bảng, kiểu, đầu trang và chân trang, chú thích, mẫu, nhiều chế độ xem, cột trang, kiểm tra chính tả và kiểm tra ngữ pháp. Bắt đầu từ 2.8.0, AbiWord bao gồm một plugin cộng tác cho phép tích hợp với AbiCollab.net, và một dịch dựa trên nền web cho phép nhiều người dùng làm việc trên cùng một tài liệu trong thời gian thực, đồng bộ hóa hoàn toàn. Giao diện Bản trình bày của AbiWord, cho phép hiển thị dễ dàng các bản trình bày được tạo trong AbiWord trên các trang "cỡ màn hình", là một tính năng khác không thường thấy trong các trình xử lý văn bản.

### Giao diện
AbiWord thường hoạt động tương tự như các phiên bản cổ điển (tiền Office 2007) của Microsoft Word, vì dễ dàng chuyển đổi trực tiếp là mục tiêu ưu tiên cao. Mặc dù vẫn còn nhiều điểm tương đồng về giao diện, nhân bản giao diện Word không còn là ưu tiên hàng đầu. Giao diện được thiết kế để làm theo hướng dẫn giao diện người dùng cho từng nền tảng tương ứng.

### Định dạng file
AbiWord đi kèm với một số bộ lọc nhập và xuất cung cấp hỗ trợ một phần cho các định dạng như HTML, Microsoft Word (.doc), Office Open XML (.docx), OpenDocument Text (.odt), Rich Text Format (.rtf), và Plain text (.txt). LaTeX chỉ được hỗ trợ để xuất. Các bộ lọc Plug-in filters có sẵn để xử lý nhiều định dạng khác, đặc biệt là các tài liệu WordPerfect. Định dạng file gốc,.abw, sử dụng XML,để giảm thiểu các mối quan tâm về khóa của nhà cung cấp đối với khả năng tương tác và lưu trữ kỹ thuật số.

### Kiểm tra ngữ pháp
Dự án AbiWord bao gồm một plugin kiểm tra ngữ pháp chỉ hỗ trợ Tiếng Anh sử dụng Link Grammar. AbiWord đã kiểm tra ngữ pháp trước bất kỳ trình xử lý văn bản nguồn mở nào khác, mặc dù trình kiểm tra ngữ pháp sau đó đã được thêm vào OpenOffice.org. Link Grammar vừa là một lý thuyết về cú pháp vừa là một trình phân tích cú pháp nguồn mở hiện đang được phát triển bởi dự án AbiWord.

## Giải thưởng
Là phần mềm gọn nhẹ với tính năng hấp dẫn, AbiWord đã được nhận giải Editors' Choice 2006 (khi đó còn là phiên bản AbiWord 2.4.4).

## Nhược điểm
Mặc dù được dùng phổ biến trên thế giới nhưng AbiWord có hạn chế khi gõ chữ Việt, các chữ có dấu thường bị ngắt giữa hai dòng, ảnh hưởng lớn đến chất lượng văn bản cũng như các chức năng nâng cao cũng bị han chế. Phần mềm này hiện không thể hiển thị, ghi, mở file hỗ trợ Unicode có tiếng việt.